# Aplysina lacunosa
Aplysina lacunosa är en svampdjursart som först beskrevs av Jean-Baptiste Lamarck 1814.  Aplysina lacunosa ingår i släktet Aplysina och familjen Aplysinidae.
Artens utbredningsområde är Karibiska havet. Inga underarter finns listade i Catalogue of Life.